# Hope Stevens
Hope R. Stevens (geb. 4. Februar 1905 in Tortola, Britische Jungferninseln; gest. 24. Juni 1982 in Queens, New York City) war ein Rechtsanwalt, politischer und bürgerlicher Aktivist und Geschäftsmann.

## Leben

### Jugend und Ausbildung
Stevens wurde in Tortola auf den Britischen Jungferninseln geboren und wuchs auf in Nevis. Er war einer der Gründer der Barbados Labour Party. Stevens zog 1924 in die Vereinigten Staaten und graduierte 1933 am City College of New York und 1936 an der Brooklyn Law School. Er wurde 1937 in New York als Rechtsanwalt zugelassen. Später lebte er in Harlem, New York, und wurde Präsident der Uptown Chamber of Commerce (1960–1977).

## Karriere
Als Co-chairperson of the National Conference of Black Lawyers of the United States and Canada trat er als Verteidiger im Prozess in Abwesenheit (trial in absentia) von Pol Pot und Ieng Sary auf beim People’s Revolutionary Tribunal in Kambodscha, welches von der vietnamesisch unterstützten Volksrepublik Kampuchea 1979 in Phnom Penh durchgeführt wurde. Stevens gehörte der Ortsgruppe der Association of Democratic Lawyers in New York an.
Stevens wurde mit dem Order of the British Empire für sei Engagement für die Selbstbestimmung der Karibischen Inseln, wie zum Beispiel sein heimatliches St. Kitts und Nevis ausgezeichnet.